# مانويل فيليبي دي توفار
مانويل فيليبي دي توفار (بالإسبانية: Manuel Felipe de Tovar) (و. 1803 – 1866 م) هو سياسي، ومحامي من فنزويلا . ولد في كراكاس . تولى منصب رئيس فنزويلا (29 سبتمبر 1859–20 مايو 1861) .
توفي في باريس .
| المناصب السياسية | المناصب السياسية         | المناصب السياسية |
| ---------------- | ------------------------ | ---------------- |
| سبقه             | رئيس فنزويلا 1859 - 1861 | تبعه             |